# Lavado de cadáveres
Era frecuente en la antigüedad la práctica de lavar los cadáveres antes de proceder a amortajarlos y darles sepultura. 
Los Griegos lavaban los cuerpos con agua caliente como de Aquiles lo asegura Homero. Creonte llama a Yocasta en Eurípides, para que lave el cuerpo de su hijo y lo coloque en el féretro. En la misma tragedia, Antígona suplica a Creonte que le conceda lavar el cuerpo de su hermano. 
La misma práctica llevaron a cabo los Romanos. En la primitiva Iglesia también se tuvo la costumbre de lavar a los muertos. En los Hechos de los Apóstoles se puede leer estar práctica de parte de Tabita. San Crisóstomo cree que según la costumbre de los Hebreos, lo ejecutó José con el cuerpo de Jesucristo; lo mismo siente San Epifanio, que dirigiéndose a José de Arimatea le dice así: lavas tu el cuerpo de aquel Dios, que nos lavó á todos de los pecados, y da limpieza a todos?
San Gregorio el Grande mandó que se conservase esta práctica que ya era antigua en su tiempo y que mientras se ejecutaba se dijeran unas preces y salmos. San Gregorio de Tours dice que se practicó con el cuerpo de San Lupicino. Lo mismo se lee de San Ansberto, obispo de Ruán que murió a finales del siglo VII. Este uso duraba en España en el siglo XI pues leemos en el Ritual antiguo del Monasterio de Silos, escrito en 1052, las siguientes palabras. 

Después de haber lavado el cuerpo, según es de costumbre, se le pone el vestido proporcionado a las órdenes que tuvo en vida

Y en el Ritual del Monasterio de Cardeña que se escribió en el siglo XIII se dice: habiendo lavado el cuerpo y vestido, póngase en el féretro. Y más abajo: luego que haya espirado, llévese el cuerpo donde sea lavado. Lo mismo ordena el de los Carmelitas. El Prior de providencia, dice, como se ha de lavar el cuerpo; y entre tanto que se lava, y se le envuelve a amortaja, el Sacerdote con estola diga las oraciones siguientes, etc.
La ablución de cadáveres también ha sido practicada por los Hebreos en la Edad Moderna que lavan sus muertos con agua caliente cocida con rosas y otras hierbas olorosas. Los Chinos, los Moscovitas, los Mahometanos y otros países también han hecho uso de esta práctica.